# Грэм, Дэвид Уильям
Граф Дэвид Уильям Грэм, барон Мерфи (англ. Graham, на русской службе Давыд Вильгельм Грагам, или Граам; умер 1695) — военачальник шотландского происхождения, генерал-поручик русской службы.

## Биография
Представитель известного шотландского рода.
С его собственных слов, служил в шведской армии в чине капитан-поручика, затем перешёл во французскую армию, позже два года служил в императорской армии в чине капитана, затем ещё 2 года — в испанской армии в чине майора. С 1667 года был майором в польской армии, в 70-х годах вернулся в императорскую армию, затем перешёл в баварскую армию в чине полковника.
Прибыл в Россию в январе 1682 года, где ему был предложен чин полковника, но отказался, отметив, что для него это оскорбительно, ведь «он человек породной и воинские чины и уряды в науках и службах прошол». В ноябре того же 1682 года принят на русскую военную службу в чине генерал-майора, но поначалу с полковничьим окладом, «покамест он не покажет службу свою».
В 1687 и 1689 годах участвовал в Крымских походах под началом В. В. Голицына, достиг чина генерал-поручика.
Умер в Белгороде в мае 1695 года.